# Grazer Spatzen
Die Grazer Spatzen waren eine österreichische volkstümliche Musikgruppe aus der Weststeiermark. Insgesamt standen den Gruppenmitgliedern 26 unterschiedliche Musikinstrumente zur Verfügung. Nach 35 Jahren gaben die Grazer Spatzen im März 2018 das Ende ihrer gemeinsamen musikalischen Karriere bekannt.
Die letzte Besetzung bestand aus Wolfgang Sorger, Johann Rößler, Hubert Rainer, Erich Reinisch und Peter Lidl. Ehemalige Mitglieder sind Gottfried Portenschlager, Günther Schlatzer, Mario Pirsterer, Franz Hiden und Johann Sackl.

## TV-Auftritte (Auswahl)
- Musikantenstadl
- Lustige Musikanten
- Heimatmelodie
- Beim Theaterwirt

## Diskografie (Auszug)
- 1985: Heimatland
- 1987: Spatzenzeit
- 1989: Gib mir a Busserl
- 1991: Musikfest
- 1993: 10 Jahre
- 1994: Hey Du mit die Gummischuh
- 1995: Volksmusik
- 1997: Tschüss & Ab
- 1998: Das Beste
- 1998: Aufi, auf die Alm...
- 2000: Spatzenfest im Steirerland
- 2000: Das Beste – Vol. 2
- 2002: Auf geht's
- 2004: A steirischer Mann
- 2008: 25 Jahre
- 2013: 30 Jahre